# 许世绪
许世绪（550年代—620年代），字玄嗣，定州安喜（今河北省定州市）人。唐高祖晋阳起兵功臣之一。弟许洛仁，亦是元从功臣。

## 家世
曾祖，魏开府仪同三司。祖许彪，魏瀛洲刺史，齐仪同三司、善元郡守、武川镇将、袭爵宁国县公。父许康，周镇西将军，赠梁州刺史、江夏县开国公。

## 生平
弱冠辟州主簿，隋大业末年，为鹰扬府司马。与裴寂、刘文静等人辅助李渊于晋阳起兵，除左武候长史，授右一府司马。李渊开国后，任司农卿，封真定郡开国公，食实封五百户。转鄂州刺史、瓜州都督、豫州刺史，武德中因入朝，遂婴重疾，卒年六十三，追赠灵州都督、太府卿。以显庆五年（660年）十二月十三日，迁葬北邙山平乐里（邙山杜郭村）。

## 后裔
- 子:许行师，字孝〇，以勋庸之胄，授朝散大夫，行开州司马，袭真定郡公，迁宣州长史。迁邢、潞二州长史。（永徽或显庆）二年五月薨于公馆，春秋五十〇。粤以显庆五年十一月廿三日，迁葬平乐里。
  - 孙:许义均，秋浦令，赠左司郎中。有子许景先、许景休。
- 子:许行本，字奉先，贞观十年，以门调为太穆皇后挽郎、容州都督府功曹。显庆二年，擢为霍王府兵曹参军。总章元年，为沧州东光县令。以上元二年（675年）二月，寝疾终于洛阳弘教里之私第，春秋五十五。夫人清河崔氏，以证圣元年（695年）正月廿九日，葬于邙山。
  - 孙:许义琳，许行本之子。
  - 孙:许义诚，字义诚，许行本第七子。解褐授定州参军事。秩满，以常调补桂州都督府仓曹参军事。以大唐开元二年（714年）七月六日，遘疾终于桂府之官舍焉，春秋卌有二。子朔、眺、朏、期、涓等。

## 相关
太原佐命恕死第一等功臣
| - 李世民 - 裴寂 - 刘文静 | - 长孙顺德 - 刘弘基 - 窦琮 - 柴绍 - 唐俭 - 殷开山 - 刘世龙 | - 刘政会 - 赵文恪 - 武士彠 - 张平高 - 李思行 - 李高迁 - 许世绪 |